# باراديشن (دوديكانيسوس)
باراديشن (Παραδείσιον) هي مدينة في دوديكانيسوس في اليونان.
يبلغ عدد سكانها حوالي 2480  نسمة.